# Frullone (stacja metra)
Frullone – stacja metra w Neapolu, na Linii 1 (żółtej). 
Znajduje się na Via Marco Rocco di Torrepadula. 
Stacja została otwarta 28 marca 1993.